# A-DNK
A-DNK je jedna od mnogih mogućih struktura DNK dvostrukog heliksa. Smatra se da je A-DNK jedna od tri biološki aktivne strukture dvostrukog heliksa, zajedno sa B- i Z-DNK. To je desnoruki dvostruki heliks koji je u znatnoj meri sličan sa zastupljenijom B-DNK formom, ali sa kraćom kompaktnijom heliksnom strukturom. Moguće je da se A-DNK javlja samo u dehidratisanim uzorcima DNK, kao što su oni koji se koriste u kristalografskim eksperimentima, i moguće je da se javlja u DNK-RNK hibridnim heliksima i u regionima dvolančane RNK.

## Struktura
A-DNK je u znatnoj meri slična sa B-DNK. Ona je desnoruki dvostruki heliks sa velikim i malim žlebom. Međutim, A-DNK ima nešto veći broj baznih parova po rotaciji (što dovodi do manjeg rotacionog ugla), i manjeg aksijalnog pomeranja po obrtu. Posledica toga je produbljavanje glavnog žleba i umanjivanje manjeg žleba.

## Spoljašnje veze
- Poređenje DNK struktura Архивирано на веб-сајту  (19. децембар 2006)